# Internet prin satelit
Internet prin satelit este o modalitate de a oferi acces la internet folosind tehnologia prin  intermediul sateliților de comunicații în locul mijloacelor terestre tradiționale de conectare.
Internetul prin satelit este utilizat în zone izolate (suburbane și rurale, pe munte, pe mare etc), cu o acoperire slabă a internetului prin cablu, și zone în care furnizorii de servicii internet nu au infrastructura dezvoltată. 
Conform Comisiei Europene, există mai mult de 20 de milioane de locuitori în UE care nu pot avea acces la internet de bandă largă și mai mult de 200 de milioane care nu pot obține acces la internet. 

## Funcționare
Atunci când clientul face  o cerere de pe calculator (deschiderea unei pagini pe web, descărcarea sau încărcarea unui fișier, trimiterea unui e-mail, etc), aceasta este trimisă prin antena parabolică către antena satelitului. Cererea este trimisă către stațiile de la sol care găzduiesc serverele și din nou la satelit care o distribuie apoi la calculatorul clientului. Distribuția semnalului se efectuează de obicei în standardul DVB-S sau DVB-S2).
Vitezele de transfer pentru internetul furnizat prin satelit sunt comparabile cu cele furnizate prin cablu, ajungând la câteva zeci de Mbps la download și la maxim 10 Mbps upload la majoritatea operatorilor. Lărgimea de bandă maximă depinde de factori cum ar fi parametrul TCP window folosit, și congestia internet. Frecvențele de recepție transmise de satelit pot fi de 9,75 - 10,6 Ghz în banda Low și 10,6 -12,5 Ghz în banda High.

Tehnologia prin satelit continuă să evolueze și va permite viteze de 100 Mbps din anul 2020. 

## Conexiune one-way (unisens)

Conexiune prin satelit one-way

Conexiunea unisens sau unidirecțională se face prin intermediul unui ISP și utilizează o conexiune internet terestră care mărește de câteva ori conexiunea existentă la internet (dial-up, cablu, fibră optică). Conexiunea unidirecțională este o soluție pentru utilizatorii cu trafic relativ redus.

## Conexiune two-way (dublu-sens)
Conexiunea two-way sau bidirecțională este complet independentă de infrastructura terestră și furnizorii de servicii internet locali. Conectarea la internet se face exclusiv prin satelit și oferă posibilitatea de încărcare și descărcare de date și fișiere între internet și computerul clientului. 

## Echipament
Internetul prin satelit se bazează în general pe trei componente principale: constelația de sateliți pe orbita geostaționară, un număr de stații terestre, și echipamentul VSAT (Very Small Aperture Terminal) situat la sediul abonatului, precum și un centru de operațiuni de rețea (NOC) pentru monitorizarea întregului sistem. 

### Sateliții
Sateliții sunt plasați în orbita geostaționară în jurul ecuatorului cu înclinație 0°, la o distanță de aproximativ 36-38,000 km de Pământ. 
Cei mai importanti sateliți utilizați în Europa pentru transmisiile de date internet sunt: Astra, Intelsat, Hotbird, Europestar, Eutelsat. 

### VSAT
Echipamentul VSAT (Very Small Aperture Terminal) situat la sediul abonatului este compus din antenă parabolică, convertor LNB, placă DVB-S sau modem extern. 
Antena

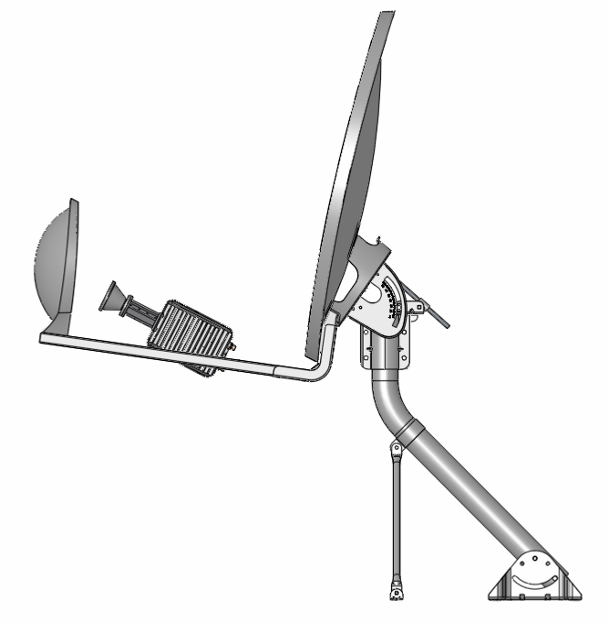
Antenă satelit tooway

Antenele de satelit folosite sunt de mai multe feluri în funcție de destinația utilizării lor: prime focus, offset, wave frontier.
Convertor

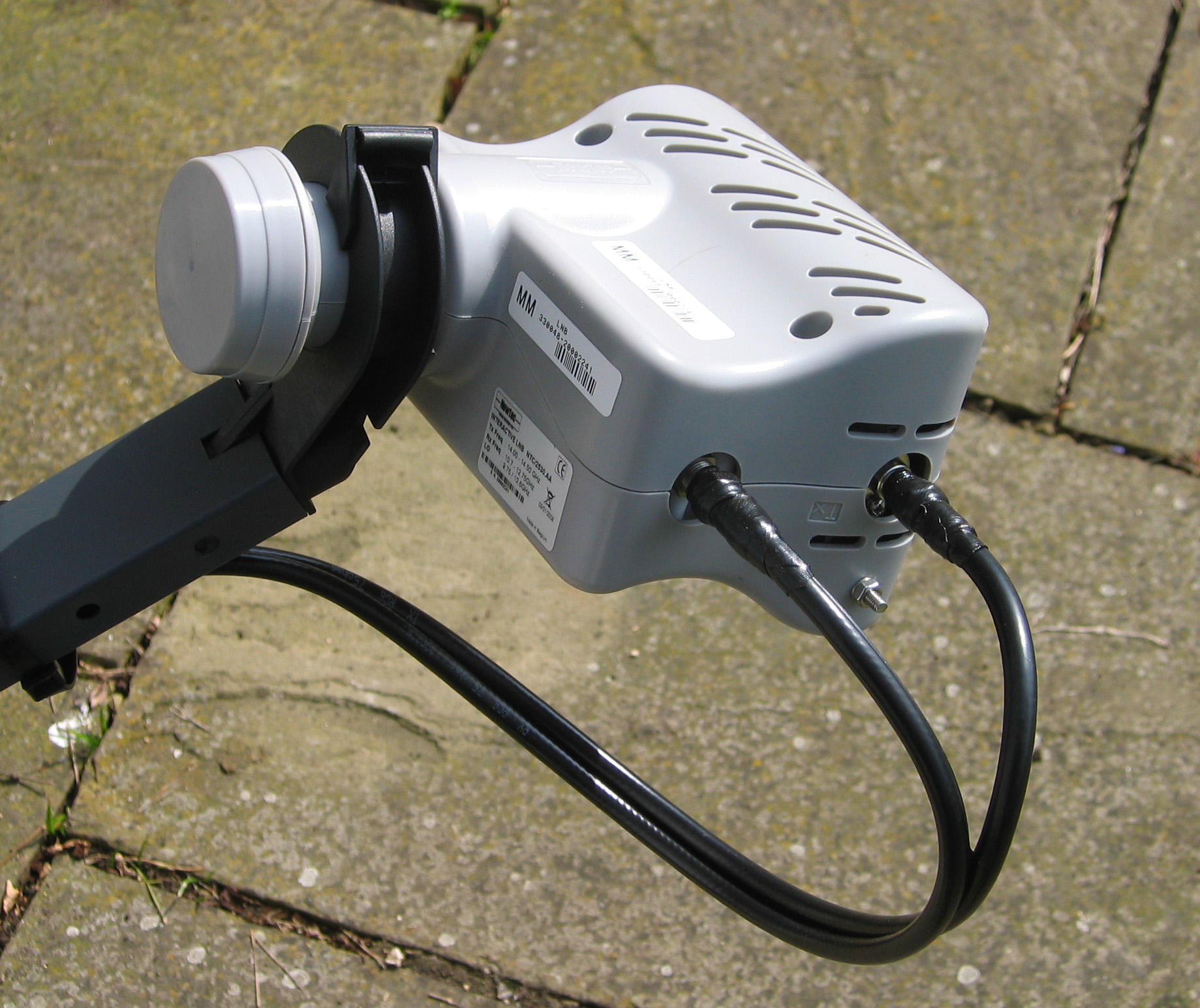
LNB ASTRA2Connect

Convertorul sau LNB (Low Noise Block) este un convertor de zgomot redus fixat de obicei pe fața antenei, care efectuează recepția și conversia semnalelor provenite de la satelit. LNB-ul este echipamentul care efectuează propriu-zis recepția datelor transmise prin satelit, instalat la o antenă de recepție prin satelit.
Convertorul are un câștig mai mare cu cât valoarea în dB este mai mică, (un LNB de 0,2 dB oferă o calitate mai bună a recepției semnalului de la satelit decât un LNB de 0,6 dB). 
Placă video DVB

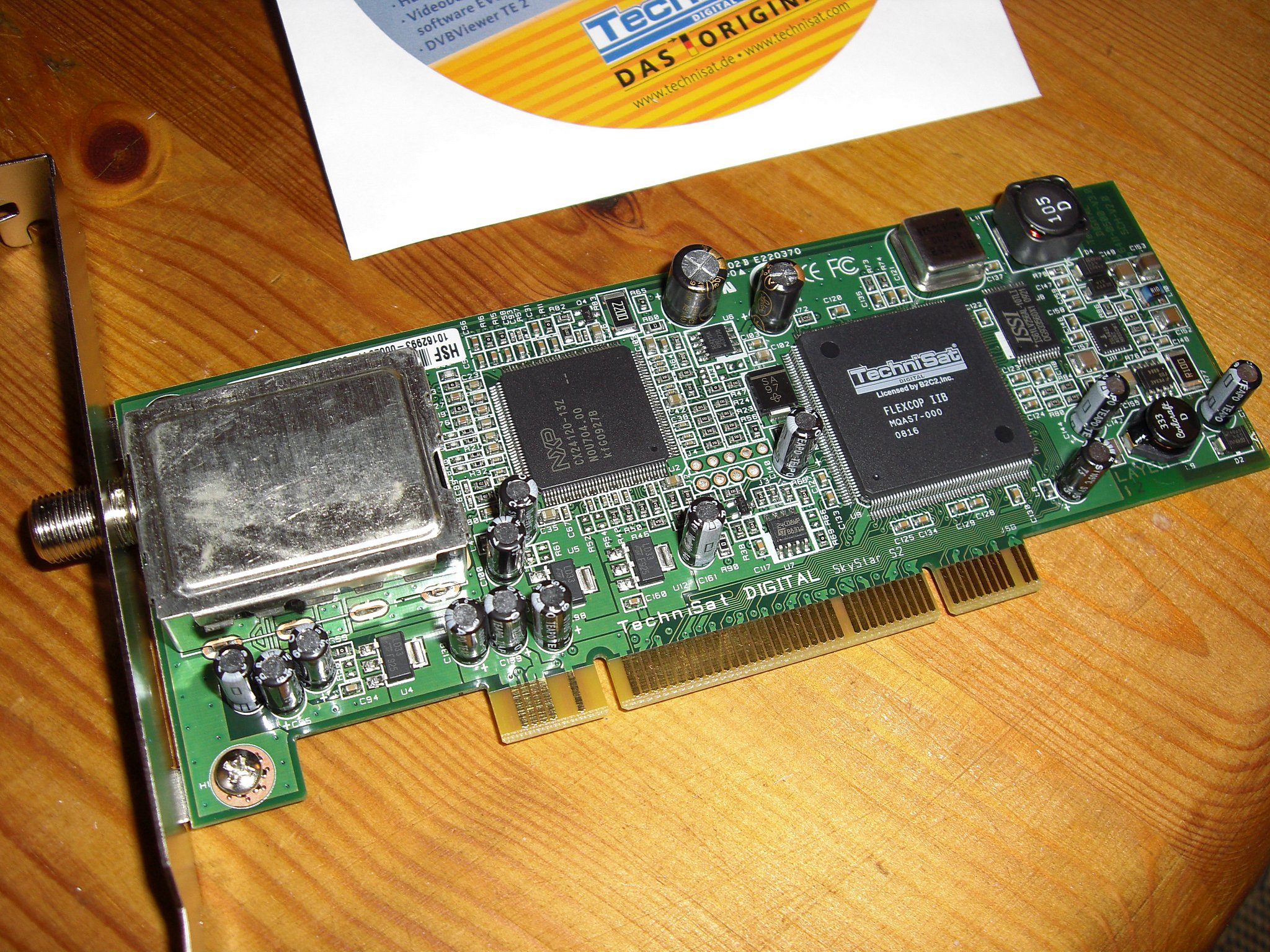
Placă video DVB SkyStar S2

Cele mai întâlnite plăci video DVB (Digital Video Broadcasting) sunt SkyStar 2. Acestea fac conversia semnalului de la satelit în semnal digital audio, video sau data. 

Cu o astfel de placă  DVB, se pot recepționa și canale TV digitale, iar unele carduri au suport pentru interfață comună de decriptare a canalelor codate.

### Modem extern
Denumite și satmodem, modem-urile pentru conectarea prin satelit sunt de două tipuri, în funcție de conexiunea internet:
- modem-uri one-way, sau modem DVB-IP, a căror caracteristică principală este că doar pot primi date; au un singur canal de intrare, și se conectează la cablul terestru.
- modem-uri two-way, pot primi și trimite date; acestea sunt modem-uri DVB-RCS (standard ETSI EN 301 790) care au în plus, la canalul de intrare, un canal retur de uplink prin satelit. [6] [7]

## Avantaje
-Principalele avantaje ale internetului prin satelit sunt:
- disponibilitate mare a acestuia, acoperind 100% din teritoriul unei țării; unii operatori de internet prin satelit oferă acoperire și în întreaga Europa sau în  zona mediteraneană
- disponibilitate imediată după instalare
- clientul își poate instala și configura singur conexiunea la internet fără a mai fi necesară intervenția unei echipe tehnice specializate
- un singur satelit necesită o cantitate foarte redusă de energie pentru a deservi zone foarte largi, deoarece transmisiile prin satelit funcționează 100% pe energie solară
- soluție eficientă de backup pentru utilizatorii a căror conectivitate la internet este esențială în desfășurarea activității.

## Dezavantaje
- nu permite descărcarea masivă de fișiere și video-streaming datorită limitării volumului lunar de trafic (<10 GB/lună)
- raport viteză/preț mult mai mare față de  variantele de internet pe linie terestră
- semnalul este afectat de instabilitatea meteo
- timpul de așteptare poate fi ridicat; aceasta se referă la timpul de comunicare dintre calculatoare sau alte servere dintr-o rețea (timpul necesar trimiterii sau primirii fișierelor).

## Internet mobil prin satelit

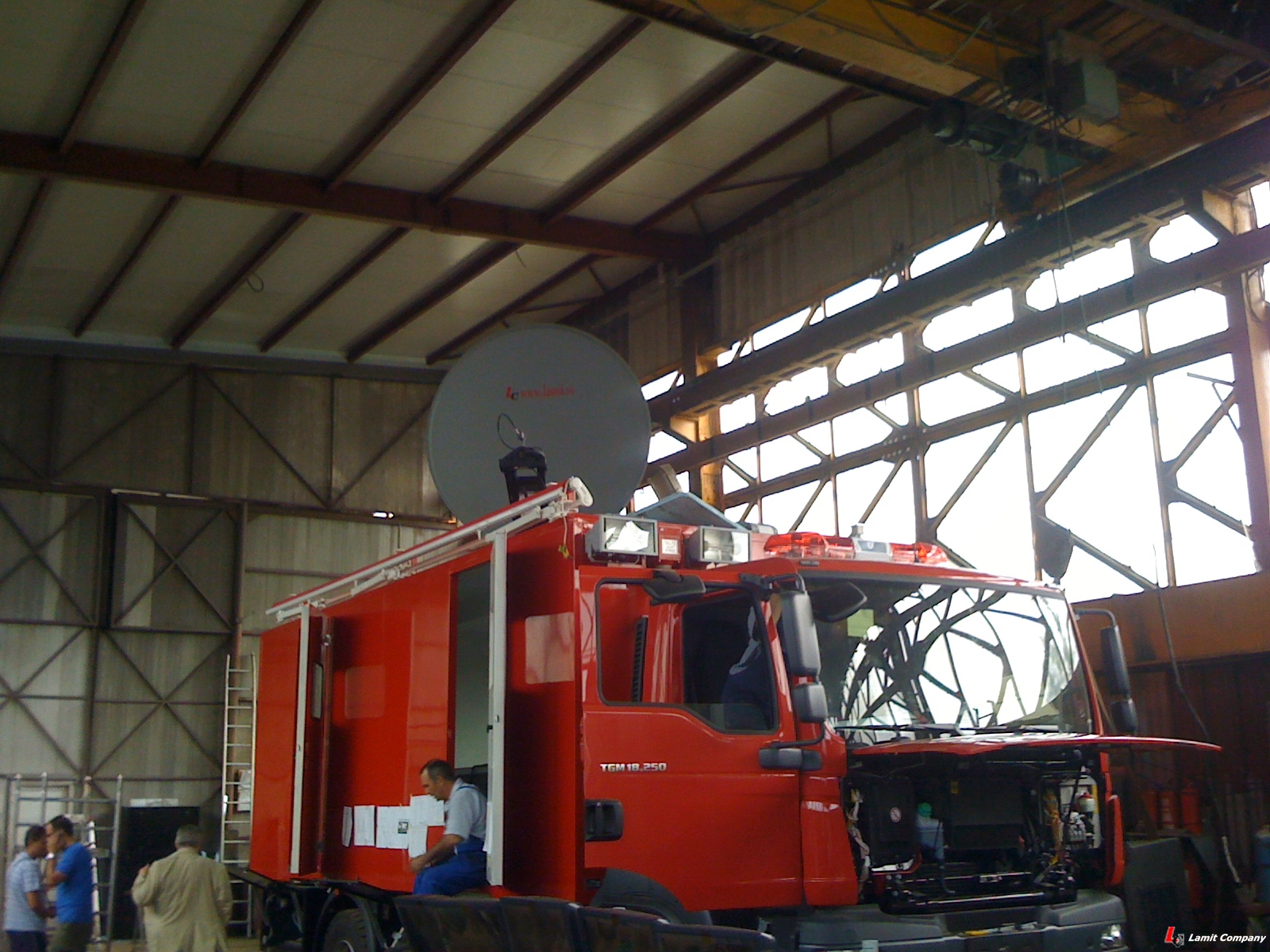
Sistem mobil de internet prin satelit

Serviciile de acces la internet prin satelit mobil  sunt deja folosite cu succes de către :
- Inspectoratul pentru situații de urgență (ISU)
- servicii medicale mobile
- canale TV
- teleconferințe
- birouri mobile
- exploatări miniere și petroliere
- echipe de interveție
- unități mobile de proiectare în construcții

Avantajele sistemelor de internet prin satelit mobile sunt, în funcție de sistemul ales :
- ușor de instalat
- sincronizare automată cu satelitul în 3-5 minute
- greutate redusă (25 – 50 Kg)

Principalele dezavantaje sunt costurile echipamentului, între $6000– $40,000 și ale lățimilor de bandă, între 5 și 7 $ / megabyte. 
Producători importanți de echipament mobil de internet sunt Broadband Global Area Network (BGAN), iNetVu, Mobil Satellite Technologies, Winegard, AVL Technologies. 

## Furnizori
În Europa există mai multe ISP-uri care oferă acces la internet prin satelit: 
- EuropeOnLine (EON)
- Europasat
- Filiago
- Hughes Communications, se folosește un card propietar, unul dintre primii ISP de acest tip
- OpenSky, prima platformă satelitară comercială europeană destinată publicului larg; este implementată pe mai mulți sateliți Eutelsat care acoperă și România
- SAT-Network
- Signalhorn
- Sat Node
- SkyDSL
- SkyGate
- StarDSL [11][12]

Furnizori de internet prin satelit în România sunt AntennaCenter ( https://www.toowaysat.ro/ )si  Mediasat (Tooway), SkyDSL, Lamit Company, InterNetCon, ASTRA2Connect, TS2 Space. 
În România, conform ANCOM (Autoritatea Națională pentru Administrare și Reglementare în Comunicații), numărul total de conexiuni la internet prin satelit se situează sub 1 000. 